# Astrid Holm

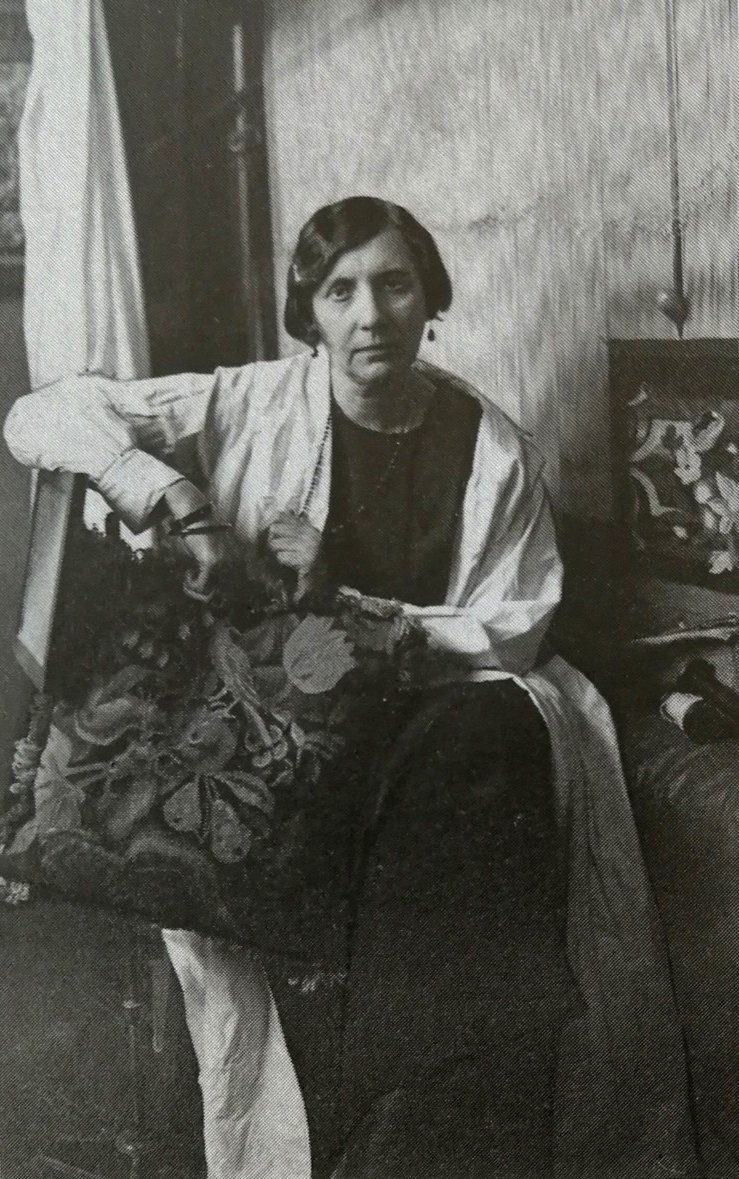
Astrid Holm

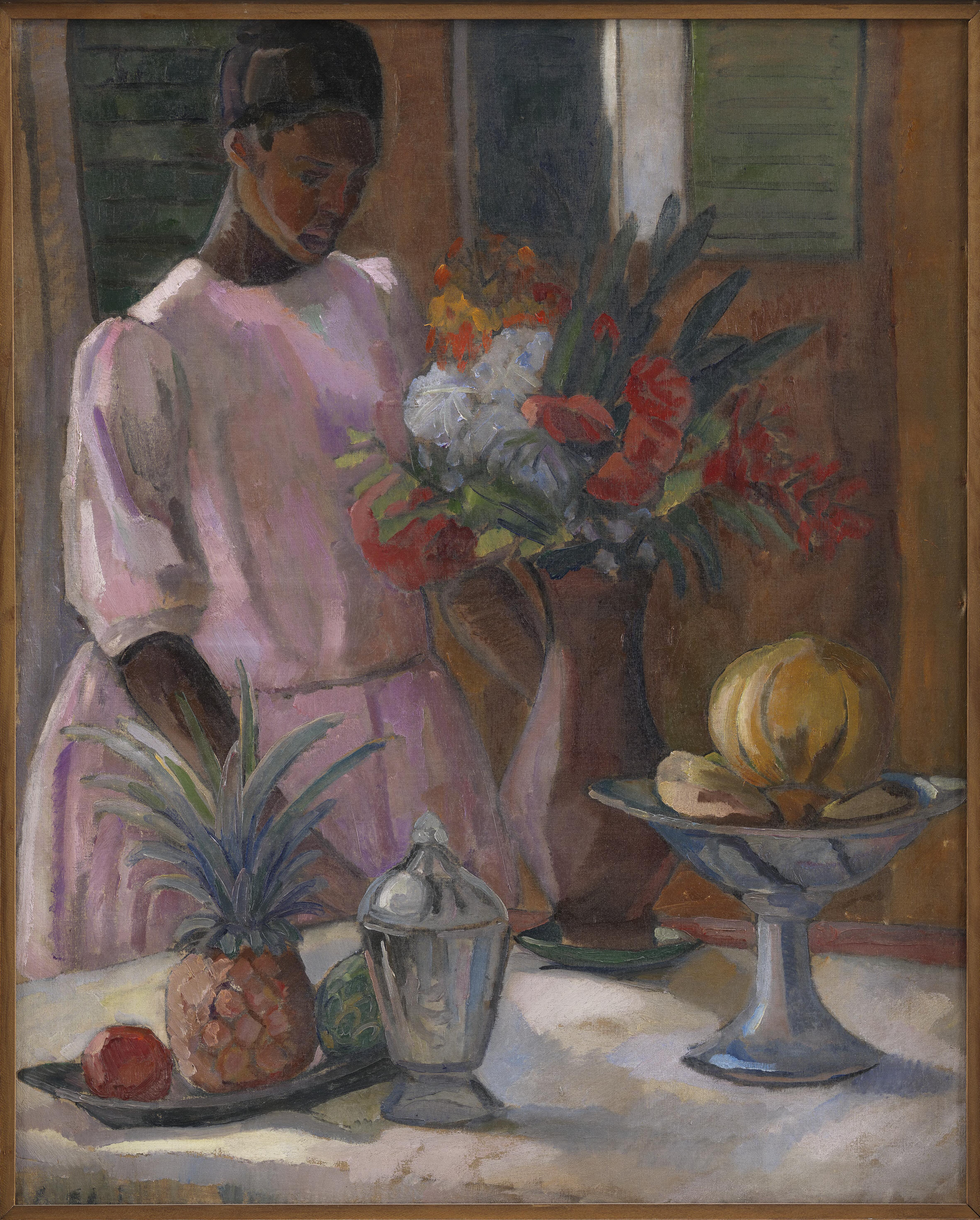
Astrid Holm: Rose dækker bord, 1914, Dänische Nationalgalerie

Astrid Valborg Holm (* 30. Oktober 1876 in Kopenhagen, Dänemark; † 17. Dezember 1937 in Frederiksberg Kommune, Dänemark) war eine dänische Malerin, Textilkünstlerin und Schulleiterin. Sie wurde 1921 die erste Lehrerin an der Königlich Dänischen Kunstakademie in Kopenhagen.

## Leben und Werk
Holm war die Tochter des Rechtsberaters Henrik Christian Frederik Holm und seiner Frau Severine Jesseline Jessen. Sie begann ihr Studium an der Polytechnischen Lehranstalt, brach ihr Studium jedoch zugunsten der privaten Malschule von Emilie Mundt und Marie Luplaus ab, die sie 1903 abschloss. Sie studierte dann ab 1904 bis 1909 an der Frauenkunstschule, die 1908 mit der Königlich Dänischen Akademie der Schönen Künste fusionierte. In den Jahren von 1907 bis 1910 reiste sie nach Italien und zog 1910 nach Paris, wo sie mit wenigen Unterbrechungen bis zum Ausbruch des Ersten Weltkriegs lebte. Hier wurde sie eine Schülerin von Henri Matisse in Paris und war neben Carl Forup die einzige Dänin, die von Matisse unterrichtet wurde. Sie blieb bis 1914 in Paris und wurde dort zusammen mit Jais Nielsen und dem Bildhauer Johannes Bjerg Mitglied der skandinavischen Künstlerkolonie.
In Paris stellte sie in den progressiven Salons aus und lernte mehrere Schlüsselfiguren der französischen Avantgarde im kubistischen Milieu kennen, darunter die Maler Henri Le Fauconnier und Jean Metzinger sowie den Kritiker André Salmon. Mit Salmon reiste sie während dieser Zeit in die Bretagne und hielt sich 1913 in Collioure in Südfrankreich auf, wohin viele Künstler dieser Zeit kamen und wo Matisse 1905 sein Gemälde   Landscape at Collioure malte.
Im Februar 1913 mietete sie die Räumlichkeiten der Den Frie Udstilling und präsentierte nach französischem Vorbild ihre Werke aus der Zeit von 1910 bis 1913 in einer Sonderausstellung mit einem Ausstellungskatalog, zu dem André Salmon als Vorwort einen Essay verfasste.

## Schulleiterin in Kopenhagen
Bei Ausbruch des Ersten Weltkriegs 1914 befand sie sich zu einem Studienaufenthalt in Westindien, danach kehrte sie nach Dänemark zurück. Hier nahm sie von 1915 bis 1918 an den Ausstellungen der modernistischen Durchbruchsbewegung teil und gründete ihre eigene Kunstschule in ihrem Haus in der Store Kongensgade 21 in Kopenhagen. Parallel zur Malerei arbeitete sie in der Lervarefabrik Kopenhagen (Töpferfabrik) bei G. Eifrig in Valby mit Keramik. 1919 gründete sie die Kunstnernes Croquisskole (die Künstlerskizzenschule), die sie bis zu ihrem Tod 1937 leitete. Die Schule bot Künstlern die Möglichkeit, gegen eine geringe Gebühr nach lebenden Modellen zu zeichnen, und war ein Aushängeschild der Kvindelige Künstleres Samfund. Die Schule befand sich im damaligen Frederik's Hospital, dem heutigen Museum für Kunst und Design, wo es Holm gelang, einen Treffpunkt für die skandinavischen Modernisten zu schaffen, die sich in großer Zahl in Kopenhagen aufhielten.

## Textilkünstlerin
Holm wurde mit vielen Reisestipendien ausgezeichnet und ging 1920 erneut nach Paris, um an der Gobelin-Manufaktur Weberei zu studieren. Im folgenden Jahr wurde an der Akademie der bildenden Künste eine Webschule eingerichtet, die sie von Anfang an leitete. Ihre offizielle Berufung erfolgte jedoch erst 1925 im Zusammenhang mit einem neuen Schulplan.  Sie wandte sich zunehmend dem Weben zu, oft in Zusammenarbeit mit der Malerin Ebba Carstensen, und schuf Teppiche mit geometrischen oder figurativen Mustern. 1926 war sie Mitorganisatorin der Ausstellung Dansk – Norsk – Svensk Kunsthaandværk der Gesellschaft der Künstlerinnen (Kvindelige Kunstneres Samfund) im Museum für Kunst und Design. Sie beteiligte sich an der Ausstellung mit Phaëtons Fald, ein geknüpfter Teppich aus pflanzengefärbtem Garn.
Holm starb im Alter von 61 Jahren. Trotz ihrer offensichtlich zentralen Stellung im Zusammenhang mit dem Durchbruch der Moderne in Dänemark war sie zum Zeitpunkt ihres Todes in keinem Kunstmuseum Dänemarks vertreten. Dies geschah erst 2005 mit dem Erwerb des Gemäldes Udsigt over Collioure von 1913 durch das Statens Museum for Kunst, gefolgt von dem Erwerb des Gemäldes Rose dækker bord von 1914 im Jahr 2008.

## Ausstellungen (Auswahl)
- 1913: Den Frie Udstilling
- 1908, 1915–1917, 1919, 1929–1931: Kunstnernes Efterårsudstilling
- 1913, 1915–1916, 1918, 1920, 1922, 1924, 1926, 1934: Charlottenborger Frühlingsausstellung
- 1920: Retrospektive Ausstellung Künstlerinnen, Kopenhagen
- 1926: Ausstellung der Gesellschaft der Künstlerinnen im Museum für Kunst und Design Dansk – Norsk – Svensk Kunsthaandværk
- 1929: Charlottenborgs Herbstausstellung
- 2019: Astrid Holm & Co, Øregaard Museum und Rønnebæksholm (zusammen mit Ebba Carstensen, Vera Nilsson, Júlíana Sveinsdóttir, Karen Blixen, Elisabeth Vest da Costa Carneiro, Magdalena Hammerich, Annette Houth, Bizzie Høyer, Carla Colsmann Mohr, Hans Purrmann, Marie Sandholt und Bodil Strubberg)

## Stipendien
- 1909 und 1914: Den Raben-Levetzauske Fond
- 1913 und 1917: Johan Franz Ronges Fond
- 1918 bis 1919: Akademiets stipendium
- 1936: K.A. Larssens og Hustru L.M. Larssens født Thodbergs Legat

## Werke (Auswahl)
- 1910: Garten in Anticoli
- 1911: Das Tal bei Poulfonc
- 1912: Früchte und Blumen
- 1913: Ansicht von Collioure (Statens Museum for Kunst)
- 1913: Der Hafen von Collioure (Øregaard Museum)
- 1914: Arrangement mit Äpfeln (Per Ekström Museum, Öland, Schweden)
- 1915: Der alte Hafen, Collioure (Fuglsang Art Museum)
- 1918:  Der Wald
- 1918: Garten Frederiksberg
- 1936: Die Königin von Saba (Webteppich)

Astrid Holm 1912, Opstilling med blomster (Stillleben mit Blumen)
Astrid Holm, Opstilling med blomster og sparegris (Stillleben mit Blumen und Sparschwein)
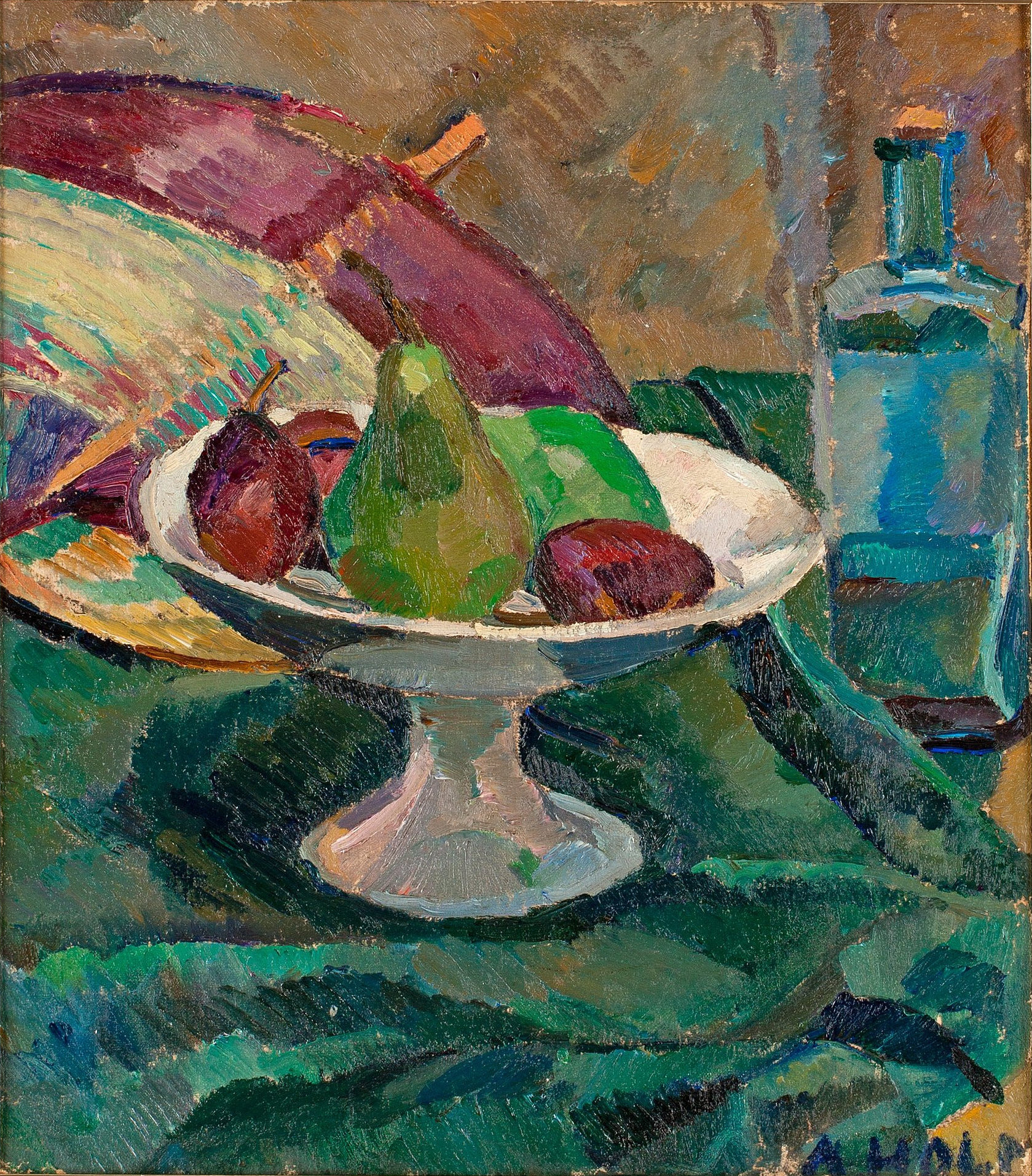
Astrid Holm 1910, Frugtskaal (nature morte) (Fruchtschale)
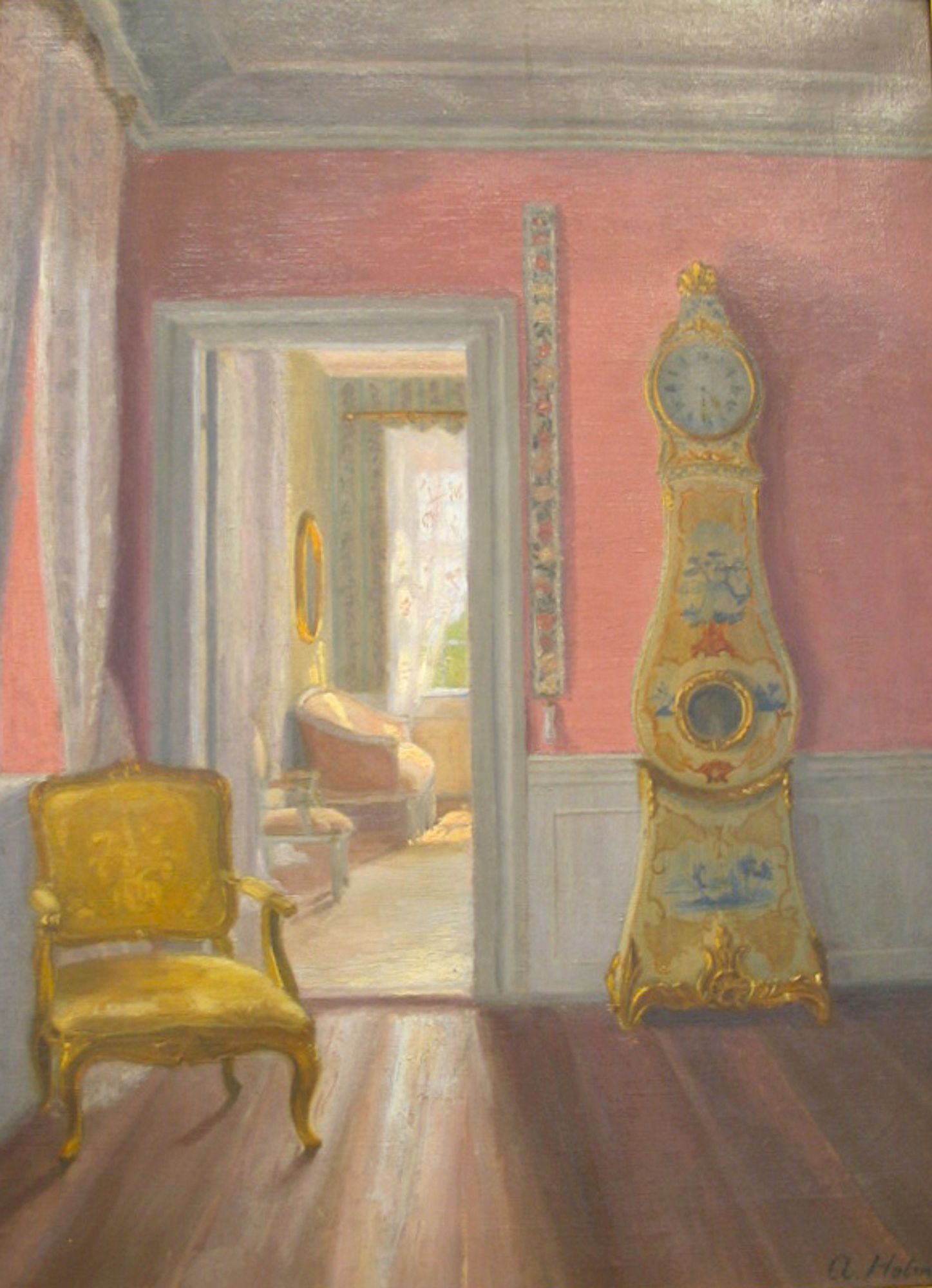
Innenraum mit Sonnenlicht, 1903, Öl auf Leinwand, 44 × 33 cm.
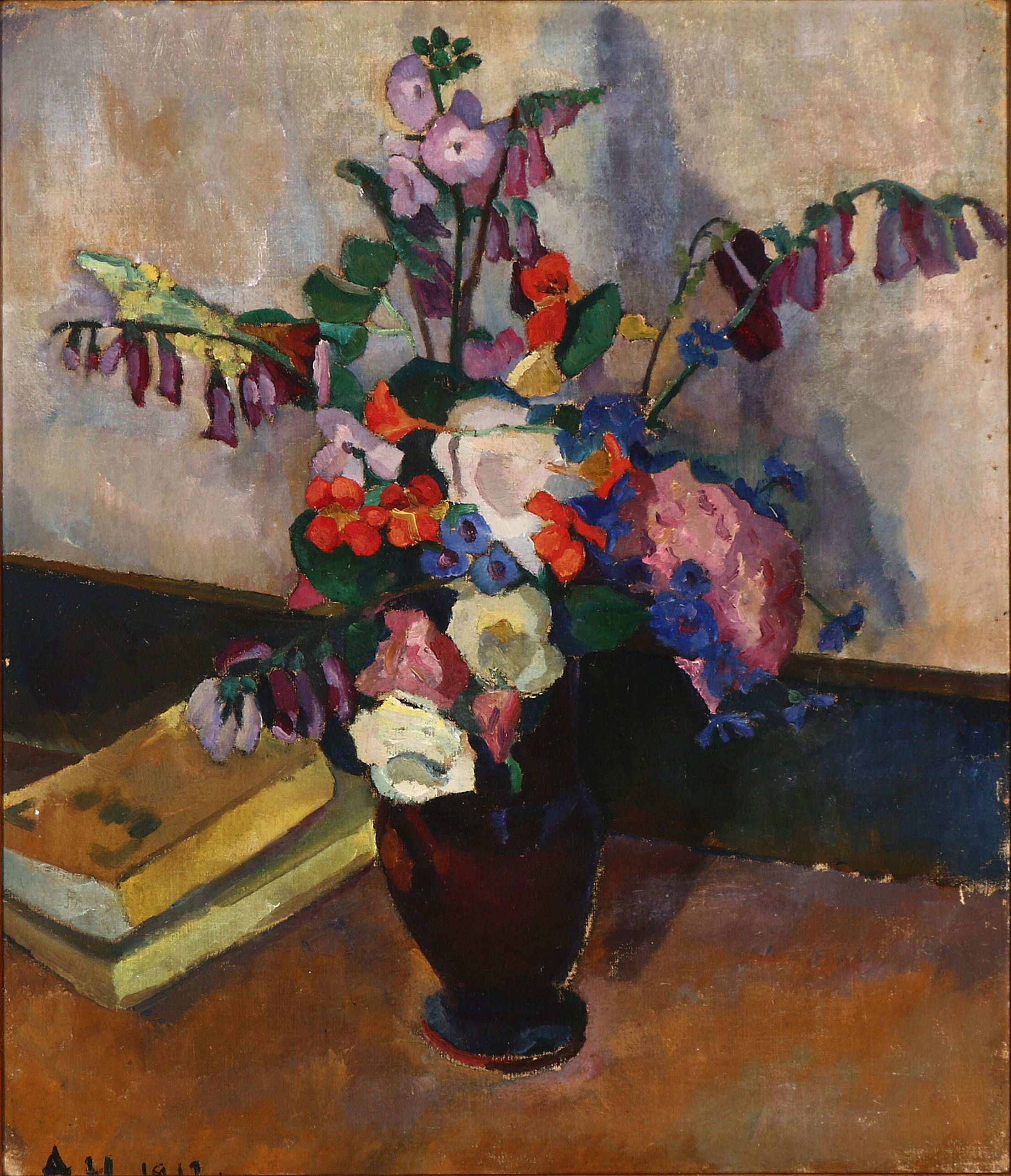
Astrid Holm, 1912, Opstilling med blomster (Stillleben mit Blumen)
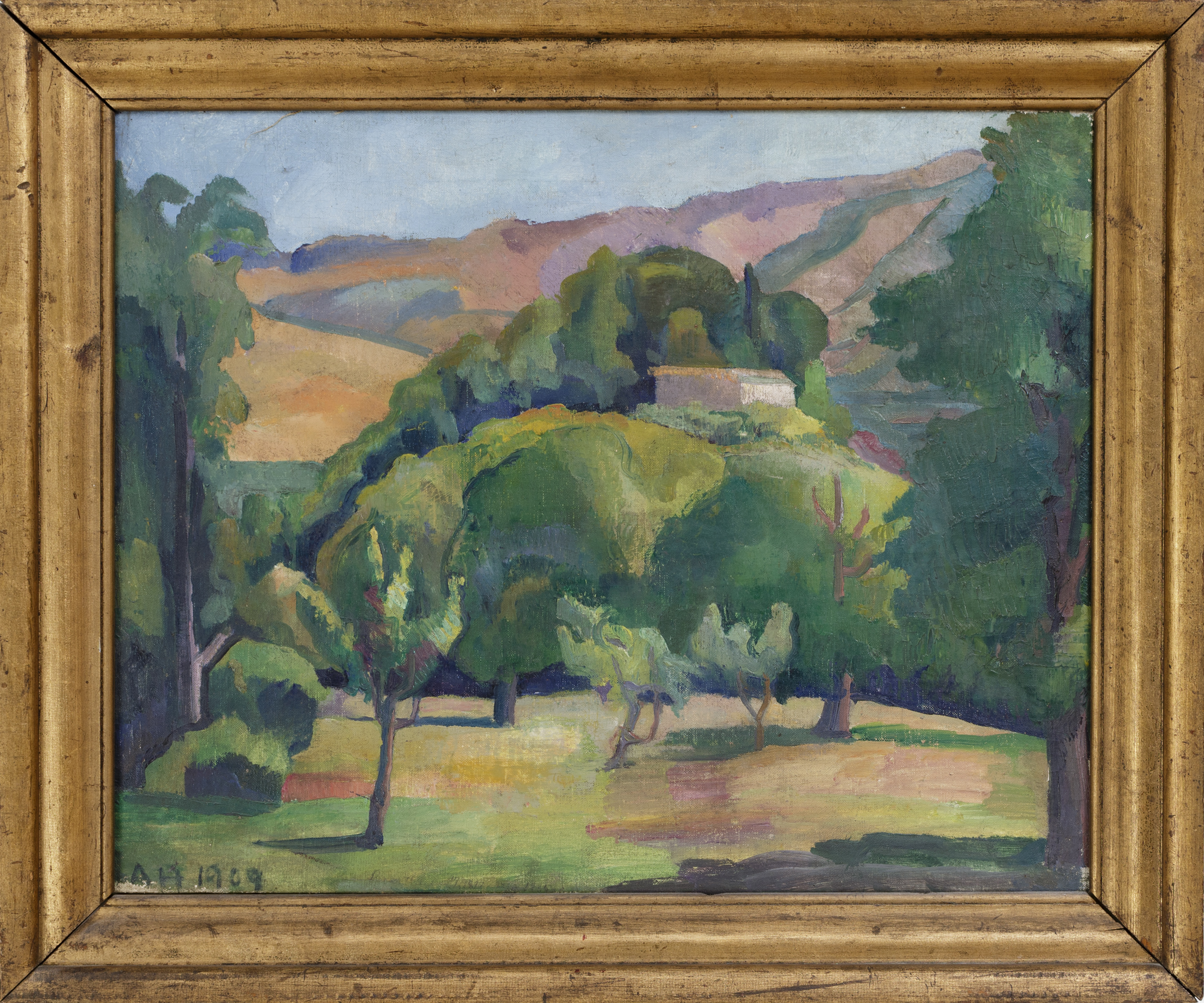
Italiensk landskab (Italienische Landschaft), 1909. Öl auf Leinwand, 49,3 × 67,7 cm.
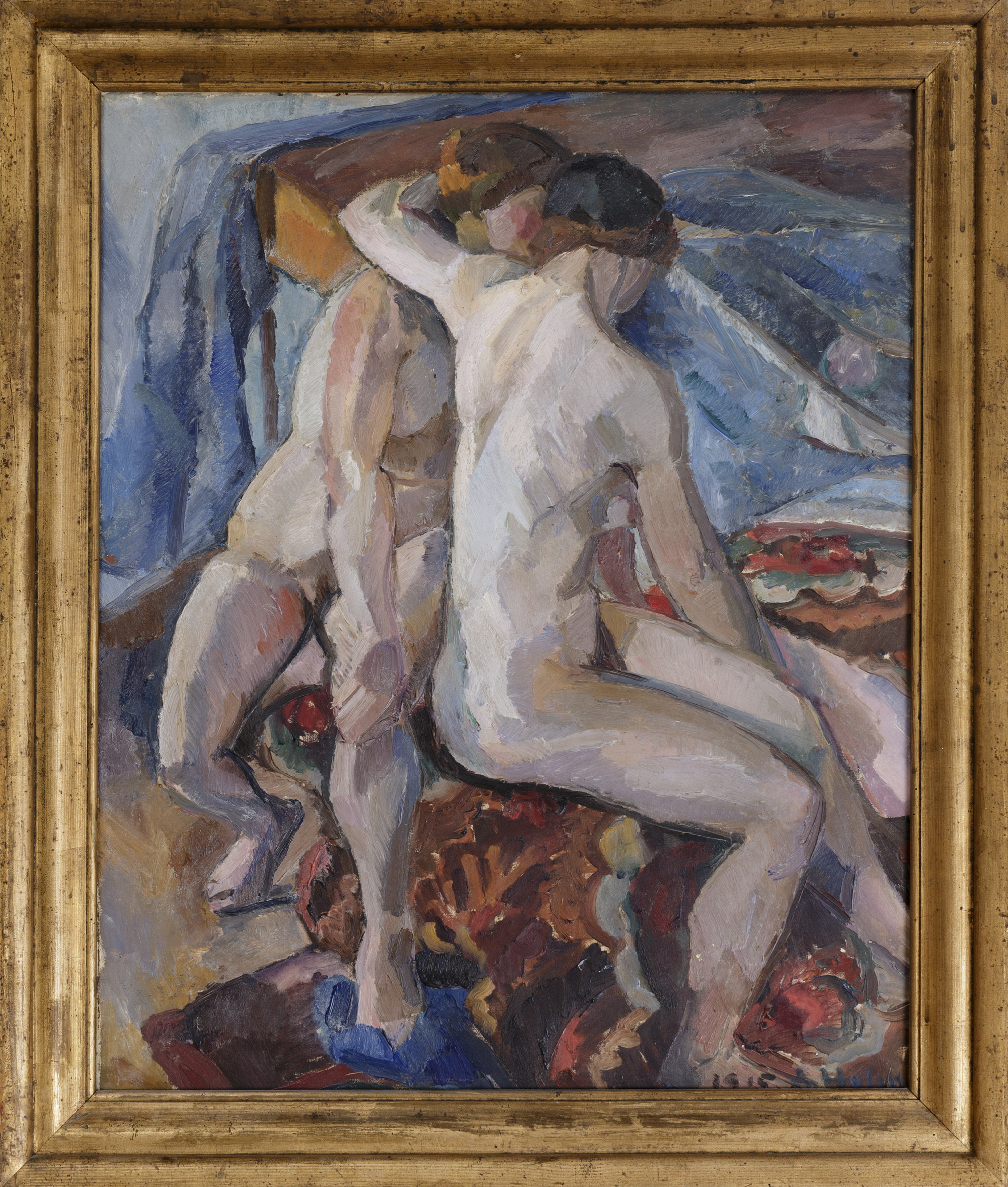
To modeller (Zwei Modelle), 1915. Öl auf Leinwand, 73 × 60 cm. Kunstmuseum Fuglsang
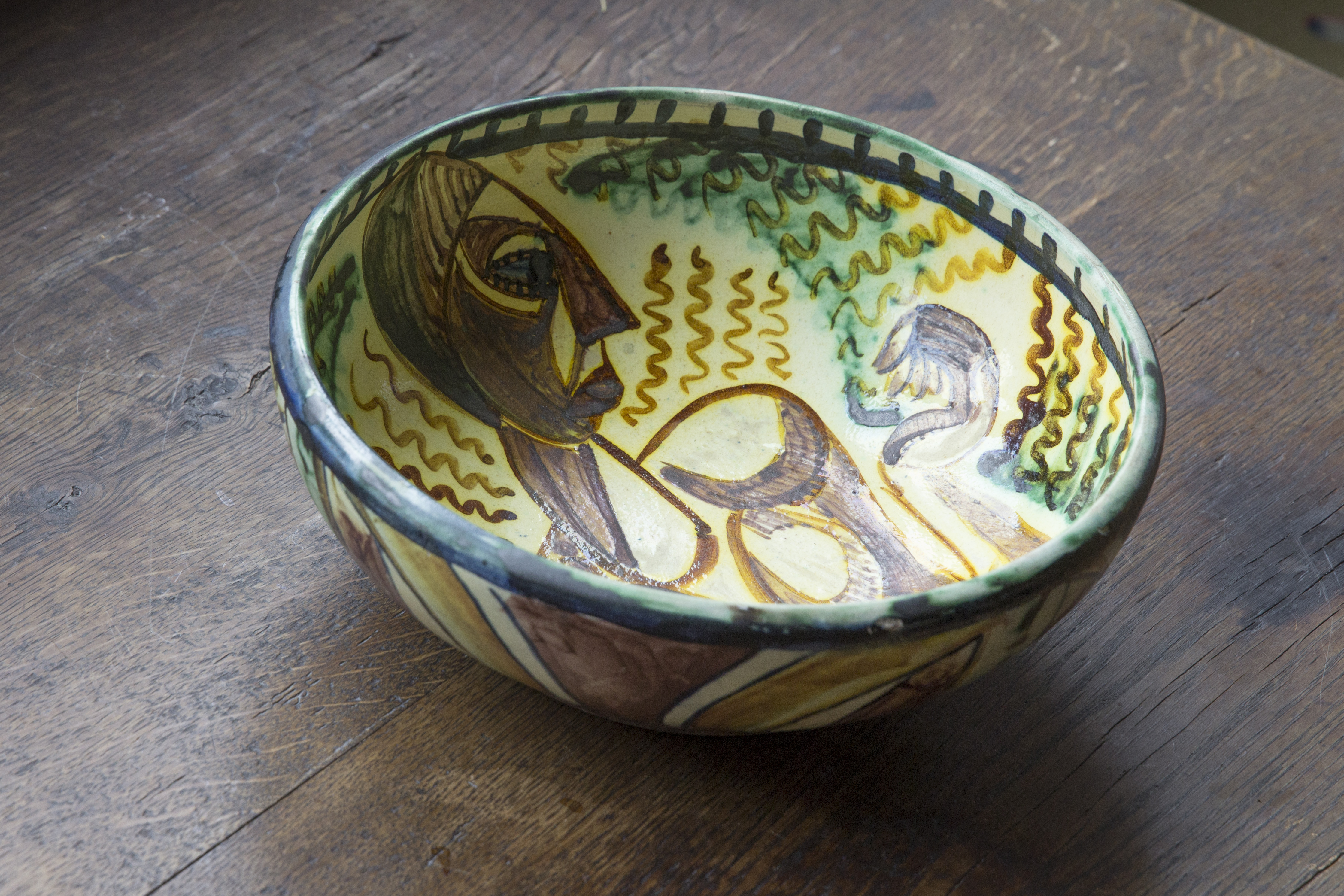
Astrid Holm 1918, verzierte und glasierte Keramik, Ø 25 cm, Privatbesitz